# Cristiano Bodo
Cristiano Bodo (Vercelli, 30 luglio 1968) è un vescovo cattolico italiano, dal 17 dicembre 2016 vescovo di Saluzzo.

## Biografia
È nato a Vercelli, città capoluogo di provincia e sede arcivescovile, il 30 luglio 1968.

### Formazione e ministero sacerdotale
Ha conseguito il baccalaureato nel 1993 e poi la licenza in teologia alla Facoltà teologica dell'Italia settentrionale di Padova; nel 2014, presso la Facoltà Teologica del Triveneto di Padova, ha conseguito il dottorato in teologia con una tesi sul diaconato permanente presso la stessa facoltà.
Il 29 maggio 1993 è stato ordinato presbitero dall'allora arcivescovo di Vercelli Tarcisio Bertone.
Dopo l'ordinazione è stato parroco in varie parrocchie fra cui, per 18 anni, quella della "Beata Vergine Assunta" del rione Cappuccini di Vercelli. A livello diocesano, è stato vicario episcopale per il mondo giovanile dal 2005 e per la pastorale dal 2015; è stato inoltre vicario generale dell'arcidiocesi dal 2007 al 2015.

### Ministero episcopale
Il 17 dicembre 2016 papa Francesco lo ha nominato vescovo di Saluzzo; è succeduto a Giuseppe Guerrini, dimessosi per raggiunti limiti di età. Il 25 marzo 2017 ha ricevuto l'ordinazione episcopale, nella cattedrale di Vercelli, da Marco Arnolfo, arcivescovo metropolita di Vercelli, co-consacranti Enrico Masseroni, arcivescovo emerito di Vercelli, e Giuseppe Guerrini, suo predecessore a Saluzzo. Ha preso possesso canonico della diocesi il 2 aprile seguente, nella cattedrale di Saluzzo.
Al momento della nomina, ricevuta all'età di 48 anni, era il vescovo più giovane d'Italia.
Nel 2022 è stato eletto segretario della commissione episcopale per la dottrina della fede, l'annuncio e la catechesi della Conferenza Episcopale Italiana.

## Genealogia episcopale e successione apostolica
La genealogia episcopale è:
- Cardinale Scipione Rebiba
- Cardinale Giulio Antonio Santori
- Cardinale Girolamo Bernerio, O.P.
- Arcivescovo Galeazzo Sanvitale
- Cardinale Ludovico Ludovisi
- Cardinale Luigi Caetani
- Cardinale Ulderico Carpegna
- Cardinale Paluzzo Paluzzi Altieri degli Albertoni
- Papa Benedetto XIII
- Papa Benedetto XIV
- Papa Clemente XIII
- Cardinale Bernardino Giraud
- Cardinale Alessandro Mattei
- Cardinale Pietro Francesco Galleffi
- Cardinale Giacomo Filippo Fransoni
- Cardinale Carlo Sacconi
- Cardinale Edward Henry Howard
- Cardinale Mariano Rampolla del Tindaro
- Cardinale Gennaro Granito Pignatelli di Belmonte
- Cardinale Pietro Boetto, S.I.
- Cardinale Giuseppe Siri
- Cardinale Giacomo Lercaro
- Vescovo Gilberto Baroni
- Cardinale Camillo Ruini
- Arcivescovo Cesare Nosiglia
- Arcivescovo Marco Arnolfo
- Vescovo Cristiano Bodo

La successione apostolica è:
- Vescovo Bernardino Giordano (2025)

## Opere
- Cristiano Bodo, Il diaconato permanente: una chance per la chiesa in Italia dal Concilio Vaticano II ad oggi, Padova, Facoltà Teologica del Triveneto, 2015.
- Cristiano Bodo, Vivere all'ombra dello Spirito, Vercelli, Publycom, 2015, ISBN 978-88-98873-03-6.
- Cristiano Bodo, Un mosaico per la Chiesa di domani, Vercelli, Publycom, 2017, ISBN 978-88-98873-11-1.
- Cristiano Bodo, Chiamati da Dio: pastorale vocazionale e diaconato permanente nel XXI secolo, Città Nuova, 2018, ISBN 978-88-31165-79-2.
- Cristiano Bodo, Una voce chiama ... Dio si rivela, Edizioni Paoline, 2020, ISBN 978-88-315-5303-2.
- Cristiano Bodo e Carlo Baderna, L'Anello ritrovato: una vocazione che si intreccia con la vocazione sponsale dei genitori, Fusta, 2022, ISBN 979-12-80749-04-8.
- Cristiano Bodo, Noi siamo fatti per la felicità, Roma, Prima edizione, 2022, ISBN 979-12-80315-26-7.
- Cristiano Bodo, Il Vescovo, pastore in una Chiesa sinodale, Cantalupa, Effatà, 2023, ISBN 978-88-6929-016-9.